# هيراتسوكا (كاناغاوا)
هيراتسوكا (باليابانية: 平塚市 هيراتسوكا-شي) هي مدينة يابانية تقع في محافظة كاناغاوا.
تم تأسيس المدينة في 1 أبريل، 1932.

## جغرافيا
تقع مدينة هيراتسوكا في منتصف محافظة كاناغاوا مطلة على خليج ساغامي وعلى الضفة اليمنى لنهر ساغامي كما يمر بها نهر كانامه.

## أعلام
- ايزومي ساكاي
- كايوكو أوباتا
- إيري يامادا
- هيروكي كاتو
- كينجي بابا

## وصلات خارجية
- الموقع الرسمي باللغة الإنكليزية.
- الموقع الرسمي باللغة اليابانية